# Filosporella aquatica
Filosporella aquatica är en svampart som beskrevs av Nawawi 1976. Filosporella aquatica ingår i släktet Filosporella, divisionen sporsäcksvampar och riket svampar.   Inga underarter finns listade i Catalogue of Life.